# Inceptissolo

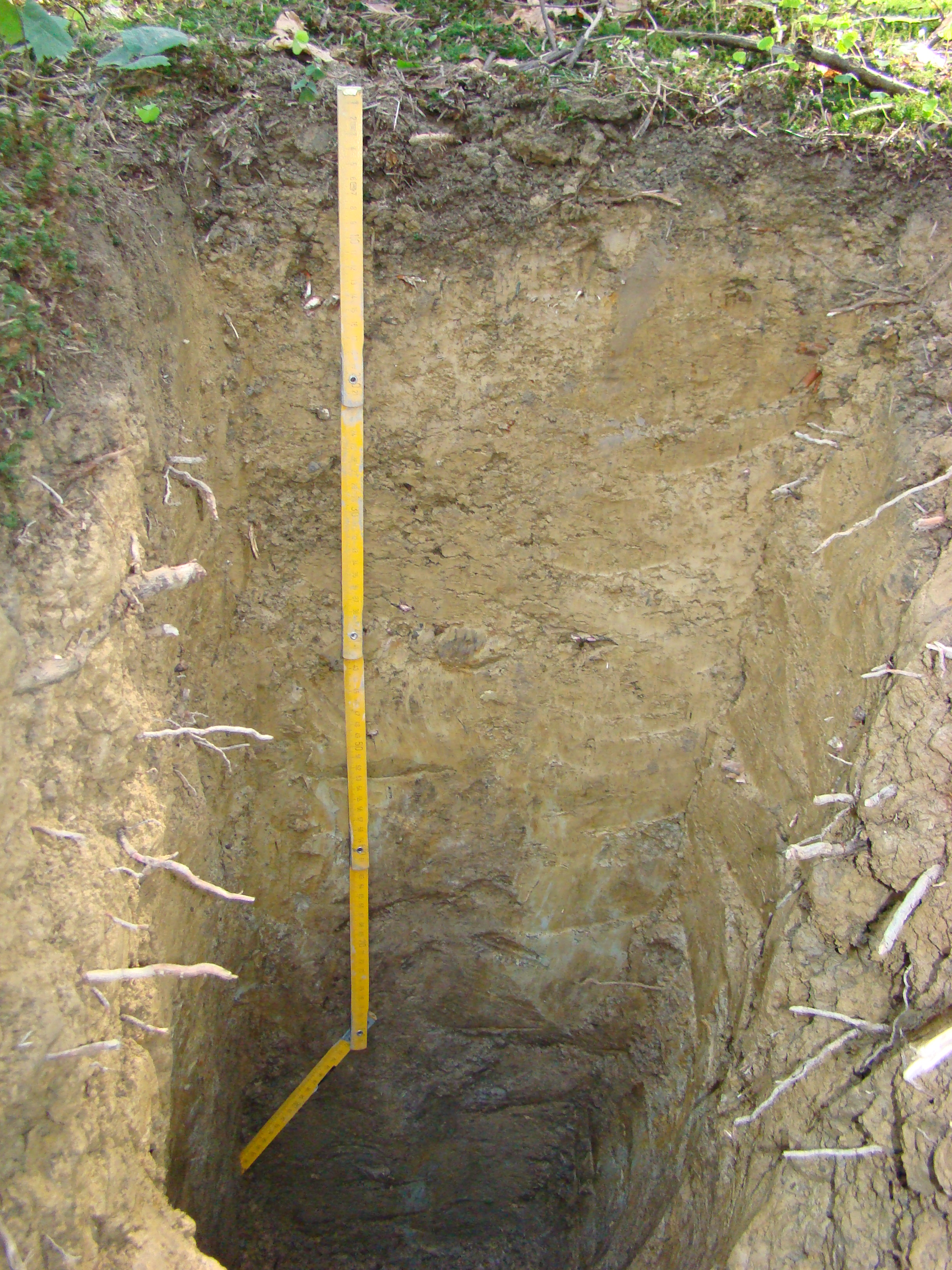
Inceptissolo nas Montanhas Beskid Niski, Polônia.

Inceptissolos é o tipo de solo caracterizado a partir de zonas úmidas e por não absorver  rochas, minerais ou carbono.